# Roseicidaris
Roseicidaris is een geslacht van uitgestorven zee-egels uit de familie Psychocidaridae.

## Soorten
- Roseicidaris morieri (Cotteau, 1875) - Lager-Toarcien, Frankrijk.
- Roseicidaris rebouli (Vadet & Nicolleau, 2005) - Boven-Pliensbachien, Marokko.